# Julia Fischer (muzikante)
Julia Fischer (München, 15 juni 1983) is een Duitse violiste en pianiste. Ze bespeelt een viool van Giovanni Battista Guadagnini uit 1750.

## Levensloop
Haar moeder behoorde tot de Duitssprekende minderheid in haar geboorteland Slowakije. Vanaf haar vierde speelt Julia Fischer viool en piano. Al op zesjarige leeftijd werd ze aangenomen op het Leopold Mozart-conservatorium in Augsburg, waar ze vioollessen kreeg van Lydia Dubrowskaya. Op achtjarige leeftijd gaf ze haar eerste concert. Een jaar later werd ze aangenomen aan de Hochschule für Musik und Theater in haar geboortestad. Haar lerares was Ana Chumachenco, zelf een leerling van Yehudi Menuhin.
Als tiener werd ze vooral geïnspireerd door de pianisten Glenn Gould en Jevgeni Kissin en de violist Maxim Vengerov. In 1995 won ze het Yehudi Menuhin-concours en in 1996 het Eurovisieconcours voor jonge instrumentalisten. Sindsdien heeft ze een internationale concertcarrière. Daarnaast rondde ze in 2002 haar gymnasiumopleiding af.
In het seizoen 2005/2006 was Julia Fischer 'Artist in Residence' bij het Nederlands Philharmonisch Orkest.
In 2011 richtte ze het Julia Fischer Quartett op, met altviolist Nils Mönkemeyer, violist Alexander Sitkovetsky en cellist Benjamin Nyffenegger. Het viertal had al verschillende keren samen gespeeld en dat beviel hen zo goed dat ze een samenwerkingsverband aangingen. Het strijkerskwartet concerteerde reeds in Leipzig, Londen, Luxemburg, München, Zürich, Baden-Baden en deSingel in Antwerpen.

## Prijzen en eerbetoon

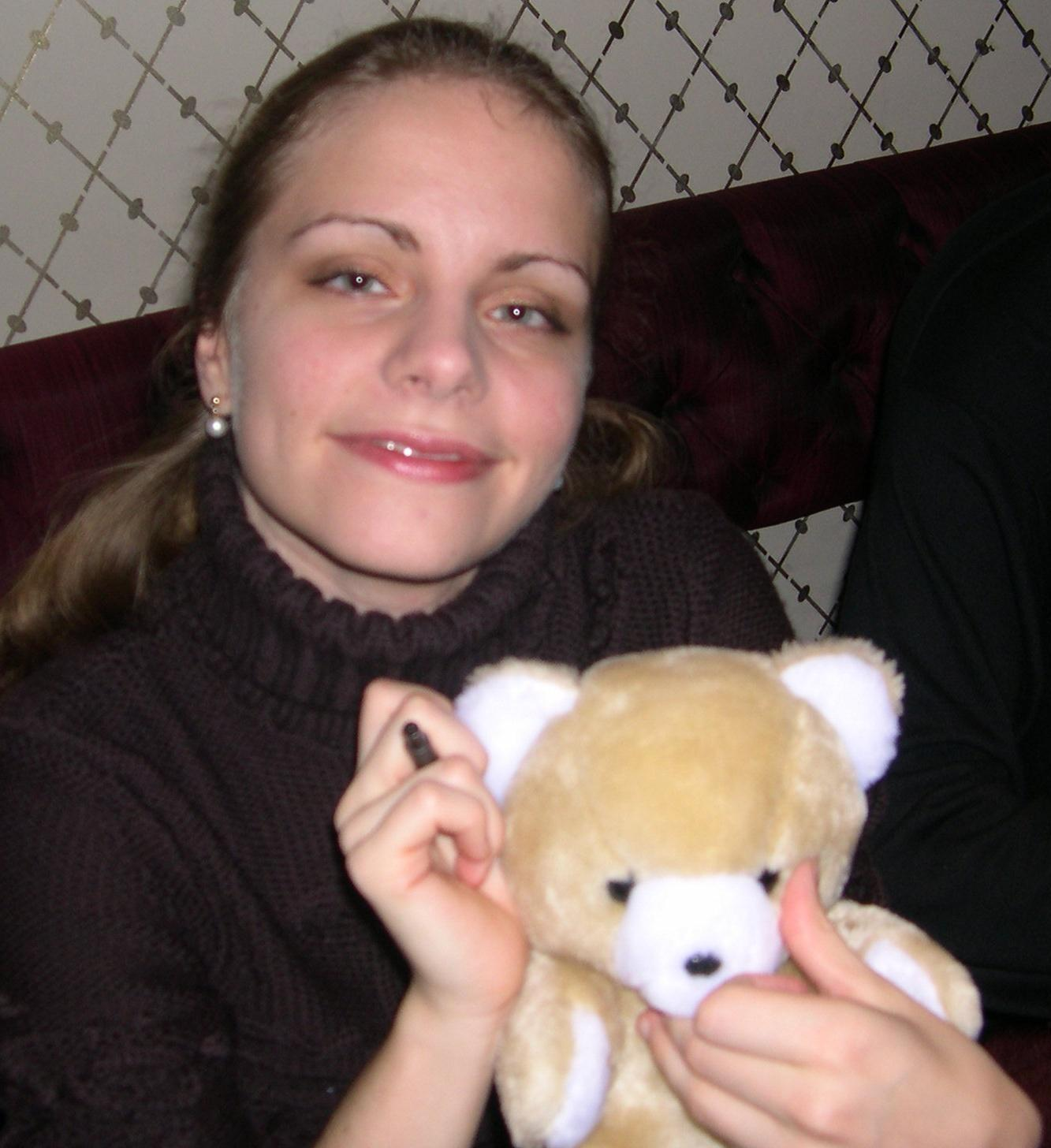
Julia Fischer, Concertgebouw Amsterdam 9 december 2007

- 1995: Eerste prijs "International Yehudi Menuhin competition" plus de prijs "Best Bach solo-work"
- 1996: Winnaar achtste "EurovisionCompetition for Young Instrumentalists" in Lissabon
- 1997: Prix d'Espoir, de prijs van de Europese muziekindustrie
- 1997: Winst soloist prijs van het festival "Mecklenburg-Western Pomerania"
- 1998: EIG Music Award
- 2000: Promotion price Deutschlandfunks
- 2005: Een ECHO classical voor de cd Russian Violinconcerts
- 2005: Winnaar van de Beethovenring
- 2005: Tijdens de viering van Mozarts geboortedag speelde Fischer op Mozarts viool (met Daniel Müller-Schott en Jonathan Gilad) in Salzburg. Daarover zei ze:

Het eerste uur kon ik geen noot juist spelen, doordat tijdens Mozarts tijd de violen een stuk korter waren en dat was ik niet gewend.

- 2006: Winnaar "BBC Music Magazine Award 2006 Best Newcomer" voor de cd van J.S. Bachs Sonates en partita's voor onbegeleide viool

Fischer won vijf prijzen voor haar vioolspel en drie voor haar pianospel, onder meer bij Jugend musiziert. Ze won alle acht competities waaraan ze meedeed.

## Discografie
| Uitgave        | Componist/Werk | Uitvoerder | Label/Catalogus No.    | Formaat     |
| -------------- | --- | --- | ---------------------- | ----------- |
| augustus 2002  | Johannes Brahms - Pianokwartetten 1 & 3 | - Tatjana Masurenko (altviool) - Gustav Rivinius (cello) - Lars Vogt (piano)                                  | EMI Classics 5573772   | Cd          |
| oktober 2002   | Antonio Vivaldi - De vier jaargetijden | Academy of St. Martin in the Fields                                                                           | Opus Arte/BBC          | Dvd         |
| oktober 2004   | Russische vioolconcerten - Khachaturian Vioolconcert in d klein, op. 46 - Prokofiev Vioolconcert No. 1 in D groot, Op. 19 - Glazunov Vioolconcert in a klein, Op. 82                                         | - Russian National Orchestra - Yakov Kreizberg (dirigent)                                                     | PentaTone PTC 5186 059 | Hybrid-sacd |
| mei 2005       | Johann Sebastian Bach - Sonates en partitas voor viool solo, BWV 1001–1006 | | PentaTone PTC 5186 072 | Hybrid-sacd |
| september 2005 | Wolfgang Amadeus Mozart - Vioolconcerten 3 & 4 - Adagio in E groot, K. 261 - Rondo in Bes groot, K. 269 | - Nederlands Philharmonisch Orkest - Yakov Kreizberg (dirigent)                                               | PentaTone PTC 5186 064 | Hybrid-sacd |
| juni 2006      | Felix Mendelssohn - Pianotrio's 1 & 2 | - Jonathan Gilad (piano) - Daniel Müller-Schott (cello)                                                       | PentaTone PTC 5186 085 | Hybrid-sacd |
| september 2006 | Wolfgang Amadeus Mozart - Vioolconcerten 1, 2 & 5 | - Nederlands Kamerorkest - Yakov Kreizberg (dirigent)                                                         | PentaTone PTC 5186 094 | Hybrid-sacd |
| november 2006  | Pjotr Iljitsj Tsjaikovski - Vioolconcert in D groot, Op. 35 - Sérénade mélancolique, Op. 26 - Valse – Scherzo, Op. 34 - Souvenir d’un lieu cher, Op. 42                                                      | - Russian National Orchestra - Yakov Kreizberg (dirigent)                                                     | PentaTone PTC 5186 095 | Hybrid-sacd |
| maart 2007     | Johannes Brahms - Vioolconcert in D groot, Op. 77 - Dubbelconcert in a klein, Op. 102 | - Nederlands Philharmonisch Orkest - Yakov Kreizberg (dirigent) - Daniel Müller-Schott (cello)                | PentaTone PTC 5186 066 | Hybrid-sacd |
| oktober 2007   | Wolfgang Amadeus Mozart - Sinfonia concertante voor viool, altviool en orkest in Es, K. 364 - Rondo in C groot, K. 373 - Concertone voor 2 violen en orkest in C groot, K. 190                               | - Nederlands Kamerorkest - Yakov Kreizberg (dirigent) - Gordan Nikolic (viool) (K. 190) / (altviool) (K. 364) | PentaTone PTC 5186 098 | Hybrid sacd |
| januari 2009   | Johann Sebastian Bach - Concert voor twee violisten en orkest in d klein, BWV 1043 - Vioolconcert in a klein, BWV 1041 - Vioolconcert in E groot, BWV 1042 - Concert voor viool en hobo in c klein, BWV 1060 | - Academy of St. Martin in the Fields - Alexander Sitkovetsky (viool) - Andrey Rubtsov (hobo)                 | Decca                  |             |
| april 2011     | Ottorino Respighi - Poema autunnale Josef Suk - Fantasy, Op. 24 Ernest Chausson - Poème, Op. 25 Ralph Vaughan Williams - The Lark Ascending                                                                  | - Orchestre Philharmonique de Monte-Carlo - Yakov Kreizberg (dirigent)                                        | Decca                  |             |